# فوسون أكاتلي
فوسون أكاتلي (بالتركية: Füsun Akatlı)‏ ( ولدت في عام 1944 في مدينة إسطنبول وتوفيت في 4 يوليو عام 2010 في مدينة إسطنبول ) ناقدة، و كاتبة ومحاضرة.
تخرجت فوسون أكاتلي من قسم الفلسفة بكلية اللغة والتاريخ والجغرافيا بجامعة أنقرة. وبدأت العمل كأستاذ مساعد في هذا القسم. وعملت فوسون أكاتلي في قسم الفنون التشكيلية بكلية التربية حيث أنها كانت معلمة وعاشقة للفن وثم بدأت في إلقاء المحاضرات بقسم تاريخ الفلسفة ، و فلسفة الفن ، و نظرية المعلومات وفلسفة اللغة.
و أنهت فوسون أكاتلي الدكتوراه في عام 1974 ، وفي عام 1983 استقالت من منصبها. وعملت بعد ذلك كمؤلفة نصوص في مجال الإعلانات. وفي عام 1991 دخلت فوسون أكاتلي مؤسسة مسارح المدينة ، وتحملت مسئولية الأنشطة الثقافية والدرامية الرئيسة للمنظمة. و ألقت الفنانة محاضرات في قسم المسرح بجامعة ياديتيب حيث أنها من مؤسسيها. ثم استقالت فيما بعد من منصبها إثر الضغوط التي كانت تمٌارس عليها.
كتبت فوسون أكاتلي إنتقادات مسرحية ومقالات بالعمود منذ عام 1968. وكانت تنشر فوسون مقالاتها في مطبوعات مثل صحيفة السياسة ، و المناقشة والجمهورية و أيضاً في مجلات مثل مجلة الصديق، والبعد، والأصول، والقومية و الفن. وقد شغلت الأستاذ. الدكتور. فوسون أكاتلي منصب رئيس قسم علوم الإتصال في جامعة دوجوش وذلك حتى وفاتها.
ونُشرت كتب لفوسون أكاتلي حيث أنها عضو بجمعيات منتخبة وحازت على العديد من الجوائز مثل " جائزة قصة سيت فائق، جوائز سيمافي الأدبية، جائزة شعر بهجت نيجاتيجيل، جوائز جودت قدرت وجوائز الأدب بدار نشر انقلاب.
توفيت فوسون أكاتلي في مستشفى كلية الطب بجامعة إسطنبول في 4 يوليو عام 2010. وقد دفُنت في مقبرة تشينجيلكوي.

## أعمالها
•	بجع أحمر المنقار، 2010 ، دار نشر الأحمر، , ISBN 978-975-8855-81-0
•	لماذا الجدل، 2007 ، دار نشر الأحمر، ISBN 978-975-9169-48-0
•	الأدب من خلال منظار الفلسفة، 2003 ، دار نشر العالم، ISBN 978-975-304-177-5
•	مقالات خالدة، 2004 ، دار نشر العالم، ISBN 978-975-304-257-4
•	شخصنا بدون ثقافة، 2003 ، دار نشر العالم، ISBN 978-975-304-102-7
•	مصباح الضباب، دار نشر بويوت، ISBN 978-975-521-104-6
•	مقالات في الأدب في أفق الفكر، مقالات عن التطبيقات العلمية، 1999 ، دار نشر بويوت، ISBN 978-975-521-107-7
•	المقالات النقدية حول الشعر والرواية الشعرية، 1998 ، دار نشر بويوت، ISBN 978-975-521-060-5
•	مقالات نقدية عالمية في القصص، 1998 ، دار نشر بويوت، u, ISBN 978-975-521-105-3
•	مع الألم والمحبة و البطولة، 1999 ، دار نشر بويوت، ISBN 978-975-521-095-7
•	من بيننا بيلج كاراسو، 1997 ، دار نشر ميتس، ISBN 978-975-342-168-3
•	و أيضاً لقد مرت المياه النفسية، دار نشر مؤسسة الفن والثقافة، ISBN 978-975-93741-1-2
•	فلسفة البوصلة، 1995 ، دار نشر الأصول، ISBN 978-975-434-159-1
•	منعزل في منتصف الطريق، 1995 ، دار نشر أوغلاق، ISBN 9789752390517

## وصلات خارجية
* نقد الكتاب – سليم إلري